# ブルーミントン (ミネソタ州)
ブルーミントン（英: Bloomington）は、アメリカ合衆国ミネソタ州のヘネピン郡にある都市。人口は8万9987人（2020年）で州第4の都市である。ミネアポリスの南16キロメートル、ミネソタ川がミシシッピ川に合流する地点の上流北岸に位置している。
第二次世界大戦後、ミネアポリスの都市格子状道路の延長にあった郊外住宅ブームに乗って町が形成され、西部のブッシュ湖地域には上流層、中部や東部には一戸建て住宅の並びに伝統的な中流層の住宅地がある。ミネアポリスとは州間高速道路35W号線と同494号線で繋がれている。州間高速道路494号線回廊に沿って大規模商業開発地が集中している。一人当たりの公園面積が1,000平方フィート (93 m2) 以上と広大な公園があることの他に、ミネソタ川に接する南市境はミネソタ・バレー国立野生生物保護区となっている。
ブルーミントンはベッドタウンと考えられてはいるが、ミネアポリスやセントポールよりも人口当たりの事業所は多い。経済面ではセリディアン、ドナルドソン、ヘルスパートナーズおよびトロなど大企業の本社がある。全米最大規模の屋内型ショッピングセンターであるモール・オブ・アメリカは有名である。ミネアポリス・セントポール都市圏の郊外では唯一ライトレールが乗り入れている。

## 歴史

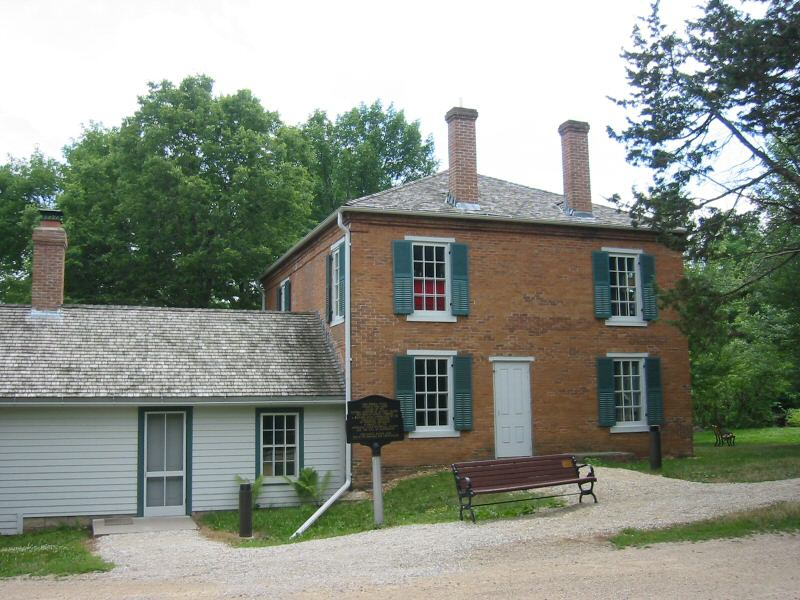
ギデオン・H・ポンド邸、1856年にミネソタ川崖上に建設された。国定歴史史跡に登録されている

1839年、ムデワカントン・ダコタ族のクラウドマン酋長が、オジブワ族との抗争が再燃した時に、ミネアポリスのカルフーン湖から現在のブルーミントン南部ポートランド・アベニューに近いオークグローブと呼ばれる地域に、そのバンドを移動させた。1843年、最初のヨーロッパ人開拓者としてピーター・クインとルイーザ・クインがブルーミントンに住み、ミネソタ川沿いに小屋を建てた。彼等はインディアンに農業の方法を教えるために政府から派遣されて来ていた。宣教師のギデオン・ポンドがクラウドマン酋長のバンドに付いてダコタ族の言語を記録していたが、その年遅くにその丸太小屋を移してオークグローブ伝道所を設立した。ポンドとその家族が礼拝を行い地元のダコタ族に学校の教科と農業を教えた。1849年にウィリアム・チェンバーズとジョセフ・ディーンがブルーミントン渡しの運行を始めてミネソタ川を渡る手段ができた。この渡しは1889年にブルーミントン・フェリー橋ができたときまで運行された。
1851年にトラバース・デ・スー条約が締結されたことに続いて、ブルーミントンを含むミシシッピ川より西の領土が開拓者に開放された。ブルーミントンに入植した開拓者集団にはグッドリッチ、ハロン、およびエイムズの家族が含まれていた。彼等の出身地だったイリノイ州ブルーミントンに因んで、この町もブルーミントンと名付けられた。名前が意味するものは「花咲く草原」だった。最初期の職業といえば、農業、鍛冶屋および製粉屋だった。カナダから来たオックスボロ家がリンデール・アベニューに交易所を建設し、オックスボロ・ヒースと名付けた。現在、その交易所があった場所にクロバーリーフ・ショッピングセンターがあり、近くにあるオックスボロ・クリニックはこれに因む命名である。バリフ家がペン・アベニューとオールド・シャコピー道路に食料雑貨店を開店し、ヘクター・チャドウィックは開拓地に来た後でブルーミントン渡し場近くに鍛冶屋を開いた。1855年、ハリソン嬢の家で全ての子供達に最初の公共教育が始まり、1859年には最初の学校であるギブソン・ハウスが開校した。1858年5月11日、この日にミネソタがアメリカ合衆国の州として公式に認められ、住人25人がブルーミントンの町制を始めた。1880年までに人口は820人にまで成長した。1892年、最初の町役場がペン道路とオールド・シャコピー道路に建設された。この時までにミネアポリスに最も近いダコタ族はギデオン・ポンドの住宅に住んでいた。

### 1900年代 - 1930年代
1900年以後、人口は千人を超え、ブルーミントンは都市に変わり始めた。人口の増加と共に市民の間に社会的な問題に関する紛争が持ち上がってきた。この期間の大きな問題の中には、個々の学校を解体してより大きな統合学校にすることに父母達が賛成しなかったことや、税金を上げることに対する恐れがあった。1900年までに地域には6つの学校があり、1年生から8年生まで200人以上の生徒が入学していた。1917年までに学校の統合問題は解決された。この年、有権者達が学校の統合を承認し、1年後に中等教育やスクールバスによる登校が始まった。この頃電話や自動車が町に現れた。

### 1940年代 - 1950年代
1940年から1960年の20年間で、市の人口は1900年頃の9倍にまで成長した。1940年代、市の成長計画は低コストの低密度住宅であり、家庭用井戸と浄化槽が付いているというものだった。人口の急増は第二次世界大戦が終わり、その後にベビーブーム世代が生まれたこともあった。1947年、最初の消防署が建設され、24,000ドルをかけて装備が施され、25人の隊員からなる自警消防団が作られた。
1950年代にはそれまでの小さな町の雰囲気から離れて市域の拡大とインフラの整備が行われた。1950年、人口増加のために、最初の小学校であるシーダークレスト校が建設された。一つの統合学校だけでは増え続ける人口にもはや対応できないことが明らかだったので、学校体系が市民のニーズに対応できるようにこの期間に新設校10校が建設されることになった。1952年、最初の大企業であるトロ・マニュファクチャリング会社がブルーミントンの町に移ってきた。このことの重要さは、今日あらゆる種類の数百の事業がブルーミントンを本拠にしていることに見て取ることができる。
1953年、ブルーミントンはタウンシップからビレッジ形態に変更した。行政をより専門的な形態にしたことで、公開の政策委員会、土地利用計画および公開予算が可能になった。この新しい行政形態の効果は直ぐに始まり、まず納税者当たり2ドルのコストで警察署ができ、次に最初の公園用地取得が行われた。住民当たり1ドルのコストでブッシュレイク・ビーチとモワール公園が建設された。今日市内の土地のおよそ半分は市と地域公園、遊技場およびオープンスペースに寄贈されたものである。1956年、最初の市土地利用計画で州間高速道路35W号線とメトロポリタン・スタジアムの建設が始まった。
1958年、ブルーミントン市はビレッジ形態政府から市政委員会・シティマネジャー形態に移行した。この委員会で最初に採択された方針の1つは商業と工業を誘致し、低コスト住宅とショッピングセンターを奨励することだった。人口の急増のために警察署と消防署は24時間待機体制に移行し、消防署はこのとき隊員46人だったが、1つの車庫を第2消防署に転用した。

### 1960年代 - 1970年代
1960年代には市全体で学校と事業の成長が加速した。1960年11月8日、市の組織化文書である市憲章を有権者が承認し、ブルーミントンは正式に市になった。この市の憲章は市政委員会・シティマネジャー方式を採用し、市政委員会が立法府となって市の方針全てを決定している。1967年、公式の第2および第3消防署が承認され、拡大する都市でより効率的に消火にあたれるような場所に建設された。1968年、州立ノーマンデール・ジュニアカレッジが開校し、最初の学生1,358人を受け入れた。1974年、このカレッジは研究域の拡大に合わせてノーマンデール・コミュニティ・カレッジという現在の校名に改められた。
1961年から1962年、ブルーミントン市はミネソタ州のあらゆるメジャースポーツ・チームの本拠地だった。1961年、メトロポリタン・スタジアムが完成し、ミネソタ・ツインズ（野球）とミネソタ・バイキングス（アメリカンフットボール）がレギュラーシーズンの試合を行った。メトロポリタン・スタジアムは当初マイナーリーグ野球アメリカン・アソシエーションのミネソタ・ミラーズのために建設されたが、メジャーリーグベースボールとアメリカンフットボールのために改修され拡張された。ツインズの最初の試合は4月21日であり（ワシントン・セネタースがツインズを5対3で破った）、バイキングズの最初の試合は9月17日だった（バイキングスがシカゴ・ベアーズを37対13で破った）。1967年ナショナル・ホッケー・リーグの拡張に伴い、メトロポリタン・スタジアム近くにメトロポリタン・スポーツセンターが建設され、ミネソタ・ノーススターズがこの年遅くに試合を始めた。
1970年代には多くの新しいビルが建設された。1970年、ジェファーソン高校、ブルーミントン・アイスガーデン第1リンクおよび4番目の消防署が建設された。1971年、学校の生徒数が26,000人とピークを迎え、消防署は隊員105人にまで成長した。1974年の6時間を要した市政委員会で、女性がブルーミントン消防署に入ることを認められたが、最初の女性隊員アン・マジェラスが入隊したのは1984年になってからだった。1975年、ブルーミントン・アイスガーデンの第2リンクおよび5番目の消防署が建設され、消防署は1979年に6番目が追加された。

### 1980年代から現在

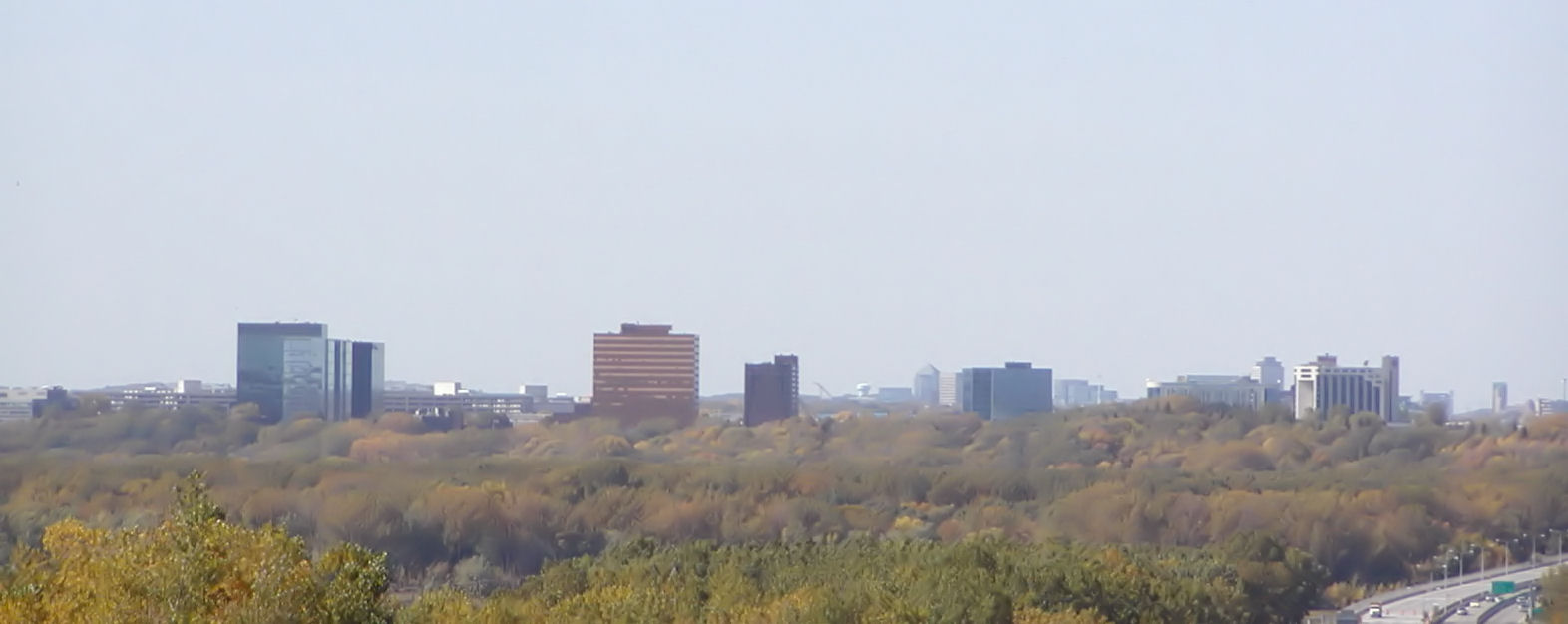
ブルーミントン中心街のスカイライン

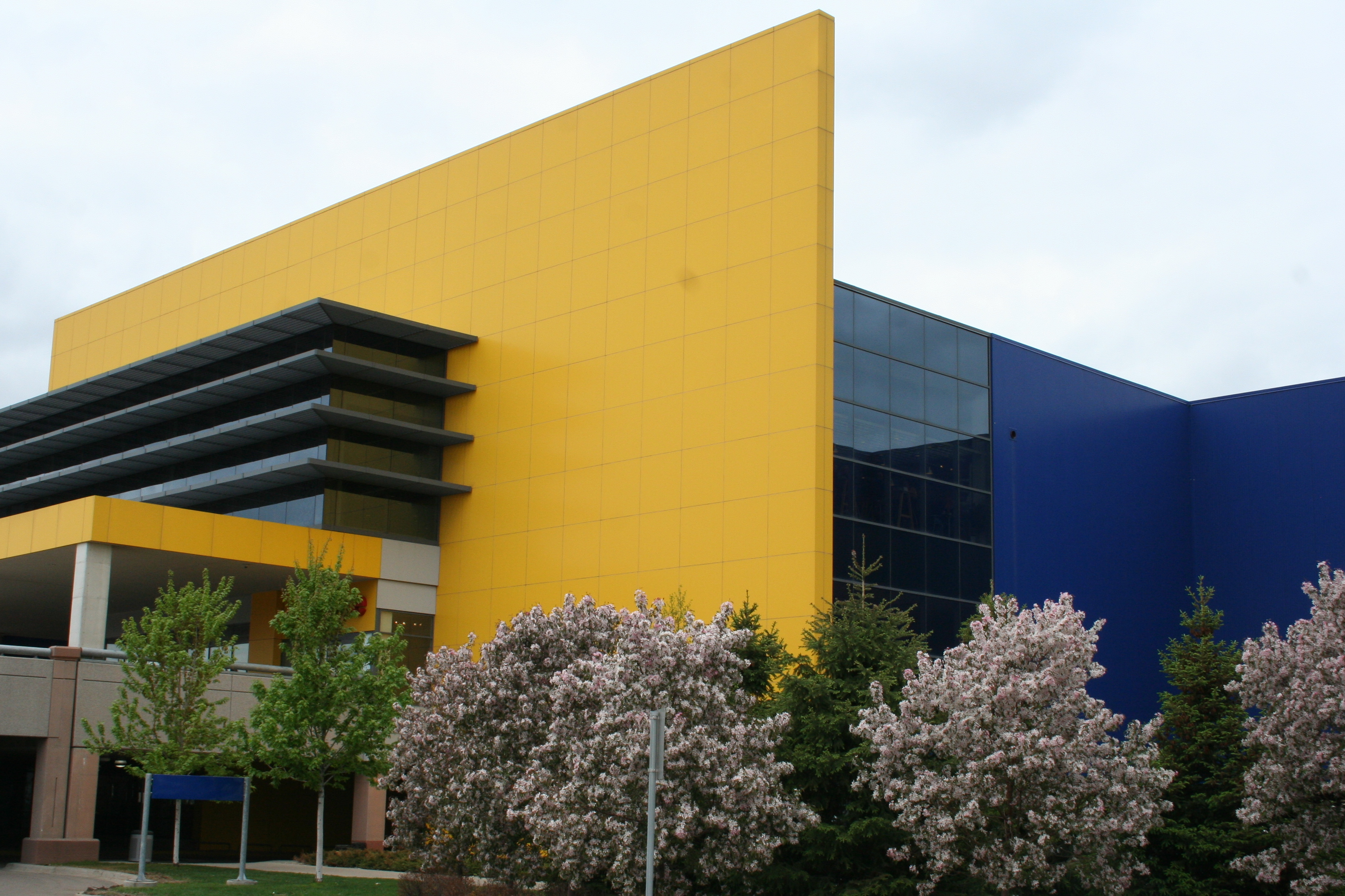
ブルーミントンのイケア

1980年代にはミネソタ・ツインズとミネソタ・バイキングスが町を離れたことで急激な変化が起こった。1981年9月30日、メトロポリタン・スタジアムで最後の野球試合が行われた（カンザスシティ・ロイヤルズがツインズを5対2で破った）。ツインズとバイキングスはミネアポリス中心街に新しく建設されたヒューバート・H・ハンフリー・メトロドームに移転した。1985年、ブルーミントン港湾局がメトロポリタン・スタジアムの土地86エーカー (344,000 m2) を買収し、それから2年足らず後にモール・オブ・アメリカのために土地利用計画を承認した。その2年後に起工式が行われ、1992年に開店した。今日モール・オブ・アメリカのテナントを全て合わせると約13,000人を雇用しており、ブルーミントン最大の民間雇用主となっている。1993年、アイスホッケーのミネソタ・ノーススターズがテキサス州ダラスに移転し、その1年後にメトロポリタン・スポーツセンターが解体された。2004年イケアの店が元メトロポリタン・スポーツセンターがあった場所の西端にオープンした。残りの用地はモール・オブ・アメリカ・パートIIの用地として計画されている。2006年5月、アメリカ合衆国で9番目に大きな屋内ウォーターパーク、ウォーターパーク・オブ・アメリカがオープンした。

## 地理
アメリカ合衆国国勢調査局に拠れば、市域全面積は38.4平方マイル (99.4 km2)、このうち陸地は35.5平方マイル (91.9 km2)、水域は2.9平方マイル (7.5 km2)で水域率は7.53％である。
ブルーミントン市内には3つのタイプの土壌・地形がある。北東部は砂原であり、西部は低い丘陵が多い。最南部はミネソタ川の渓谷に入っている。
市内の3分の1は公園目的で恒久的に保存されており、この中には2箇所の大きな自然保護区であるミネソタ・バレー湿地（市とアメリカ合衆国魚類野生生物局が管理）とハイランドレイク公園自然保護区（スリーリバーズ公園地区が管理）がある。
市内の水域としてはブッシュ湖、ロングメドウ湖、ノーマンデール湖、マーシュ湖、ナインマイル・クリーク、ペン湖およびおよそ100もある小さな湖や池があり、湿地性生物が棲んでいる。
| ブルーミントンの気候         | ブルーミントンの気候 | ブルーミントンの気候 | ブルーミントンの気候 | ブルーミントンの気候 | ブルーミントンの気候 | ブルーミントンの気候 | ブルーミントンの気候 | ブルーミントンの気候 | ブルーミントンの気候 | ブルーミントンの気候 | ブルーミントンの気候 | ブルーミントンの気候 | ブルーミントンの気候 |
| 月                           | 1月                  | 2月                  | 3月                  | 4月                  | 5月                  | 6月                  | 7月                  | 8月                  | 9月                  | 10月                 | 11月                 | 12月                 | 年                   |
| ---------------------------- | -------------------- | -------------------- | -------------------- | -------------------- | -------------------- | -------------------- | -------------------- | -------------------- | -------------------- | -------------------- | -------------------- | -------------------- | -------------------- |
| 平均最高気温 °C （°F）       | −6 (22)              | −2 (29)              | 5 (41)               | 14 (57)              | 21 (70)              | 26 (79)              | 28 (83)              | 27 (80)              | 22 (71)              | 14 (58)              | 4 (40)               | −3 (26)              | 12.5 (54.7)          |
| 平均最低気温 °C （°F）       | −16 (4)              | −11 (12)             | −5 (23)              | 2 (36)               | 9 (48)               | 14 (58)              | 17 (63)              | 16 (61)              | 11 (51)              | 4 (39)               | −4 (25)              | −12 (11)             | 2.1 (35.9)           |
| 降水量 mm （inch）           | 26.4 (1.04)          | 20.1 (0.79)          | 47.2 (1.86)          | 58.7 (2.31)          | 82.3 (3.24)          | 110.2 (4.34)         | 102.6 (4.04)         | 102.9 (4.05)         | 68.3 (2.69)          | 53.6 (2.11)          | 49.3 (1.94)          | 25.4 (1.00)          | 747 (29.41)          |
| 出典：weather.com 2009-01-12 |                      |                      |                      |                      |                      |                      |                      |                      |                      |                      |                      |                      |                      |

市内を州間高速道路35W号線が通っているので「ウェスト・ブルーミントン」と「イースト・ブルーミントン」に分けられる。ウェスト・ブルーミントンは新築家屋が多い住宅地区であり、その北部は州間高速道路494号線沿いに多層階のオフィスビルが並んでいる。イースト・ブルーミントンは工業地区、小売店集積地があり、低価格住宅の大半もある。地元の者の多くは自分達のことを「イースト・ブルーミントン」や「ウェスト・ブルーミントン」出身と呼ぶ。その境界は西のフランス・アベニュー辺りであり、高校の校区境界と一致している。

## 人口動態
以下は2000年の国勢調査による人口統計データである。
| 基礎データ - 人口: 85,172人 - 世帯数: 36,400世帯 - 家族数: 22,768家族 - 人口密度: 926.9人/km2（2,400.5人/mi2） - 住居数: 37,104軒 - 住居密度: 403.8軒/km2（1,045.7軒/mi2） 人種別人口構成 - 白人: 88.12% - ドイツ系: 32.4% - ノルウェー系: 18.3% - スウェーデン系: 12.2% - アイルランド系: 12.9% - イングランド系: 8.5% - アフリカン・アメリカン: 3.42% - ネイティブ・アメリカン: 0.35% - アジア人: 5.09% - 太平洋諸島系: 0.03% - その他の人種: 1.25% - 混血: 1.72% - ヒスパニック・ラテン系: 2.69% 年齢別人口構成 - 18歳未満: 20.6% - 18-24歳: 8.0% - 25-44歳: 29.4% - 45-64歳: 26.3% - 65歳以上: 15.7% - 年齢の中央値: 40歳 - 性比（女性100人あたり男性の人口） - 総人口: 93.4 - 18歳以上: 90.5 | 世帯と家族（対世帯数） - 18歳未満の子供がいる: 25.1% - 結婚・同居している夫婦: 51.2% - 未婚・離婚・死別女性が世帯主: 8.2% - 非家族世帯: 37.5% - 単身世帯: 29.6% - 65歳以上の老人1人暮らし: 9.9% - 平均構成人数 - 世帯: 2.30人 - 家族: 2.87人 収入と家計 - 収入の中央値 - 世帯: 54,628 米ドル - 家族: 67,135米ドル - 性別 - 男性: 42,924米ドル - 女性: 32,606米ドル - 人口1人あたり収入: 29,782米ドル - 貧困線以下 - 対人口: 4.0% - 対家族数: 2.3% - 18歳以下: 4.2% - 65歳以上: 3.4% |

2005年から2007年にアメリカ合衆国国勢調査局が行ったコミュニティ調査では、ブルーミントン住人の82.7％が白人であり、この内80.9％は非ヒスパニック系である。アフリカ系アメリカ人は6.6％だった。ネイティブ・アメリカン0.3％、アジア人5.1％であり、太平洋諸島系は存在無しだった。その他民族は3.9％であり、その内0.8％は非ヒスパニック系だった。混血は1.4%であり、その内1.3％は非ヒスパニック系だった。さらにヒスパニック系は5.0％いた。

## 経済
ブルーミントンには大きな雇用主の集積があり、10万人以上の勤め口を提供している。主要交通路やミネアポリス・セントポール国際空港に近いという立地から、約1万室のホテルがある宿泊設備でも地域の中心になっている。

## 市政
ブルーミントン市は7人の非常勤委員からなる市政委員会が治めている。委員は市長1人と委員6人であり、委員の4人は選挙区から、2人は市選対から選挙される。任期は4年間であり、例外として選挙区再構成期間は任期2年間となる。選挙は無党派で行われる。
市政の運営は市自体、港湾局および住宅再開発局という相互に連携する3つの主体によって管理されている。港湾局はモール・オブ・アメリカがあるミネソタ川に沿ったエアポートサウス地区の開発を管理している。住宅再開発局市内の低所得者向け住宅を取扱い、市の再開発を監督している。港湾局および住宅再開発局の各理事会構成員は市政委員会が管理している。
市の組織化を定めた文書である市憲章は1960年11月に有権者によって承認された。

### 公共事業
- 防火: ブルーミントンには150人の隊員がいる国内でも有数の自警消防隊がある。防火等級3級になった防火組織になっている。6箇所の消防署があり、最新の設備を備えている。ポンプ車、はしご車および特殊装備車（1台はモール・オブ・アメリカの駐車場を走行できるほどコンパクトにできている）など30台の消防車がある。これらには全て緊急走行を可能にするために交通信号を自動的に変えるオプティコム・システムを装備している。平均駆け付け時間は4分間である。
- 防犯: 公衆の安全は120人の警察官によって守られている。24時間パトロールに有効なフォード製高機能パトロールカー隊が備えられている。それぞれの車にはコンピュータ記録装置を含むコンピュータ支援送信センター、警官が直接令状情報、車やドライバーの免許記録にアクセスできる移動デジタル端末、およびオプティコム・システムを装備している。6頭の警察犬がおり、4頭は二重目的パトロール犬、1頭は単一目的麻薬探知犬、残り1頭はモール・オブ・アメリカに割り当てられた爆発物捜査犬である。ミネソタ州内に4つしかない爆発物処理班の1つがあり、高度に訓練を積んだ20名のSWATチームがいる。
- 公衆衛生部
- 公園およびレクレーション部
- ヒューマン・サービス部: ヒューマン・サービス部は住民の需要や問題点を特定することでその生活改善に努めている。若者、家族、老人および生涯のある人に対するサービスがある。

ブルーミントンはアメリカ合衆国下院議員選挙では州内第3選挙区に属している。2009年時点の下院議員は共和党員である。

## 教育
ブルーミントン教育学区は1960年以降、幼稚園生から12年生までの教育を管理しており、2007年では9,460万ドルの年間予算だった。15の公立学校を運営しており、7人の選出された理事から成る理事会が監督し、その最高責任者はレス・フジタケである（2006年）。前任者のゲーリー・プレストは2005年のミネソタ州で年間ベストの最高責任者に選ばれた。市内最初のチャーター・スクール、セブンヒルズ・クラシカル・アカデミーは2006年に開校した。多くの家庭が市内に入り続けているので、税収面での支援がある。1999年、ミネソタ州では過去最高の教育債である1億700万ドルを発行して、学校の拡張と改修に資した。
ブルーミントン東部にはジョン・F・ケネディ高校、西部にはトマス・ジェファーソン高校がある。2つの高校の校区境界は市中心部に近いフランス・アベニューとクセルクセス・アベニューにあるが、両校とも入学要綱に規定は無い。
3番目の高校であるリンカーン高校（当初はブルーミントン高校）は1982年に閉校になり、1980年代半ばにコントロールデータ社に売却された。この元高校に隣接するブルーミントン・スタジアムは現在でもジョン・F・ケネディ高校とトマス・ジェファーソン高校がアメリカンフットボール、ラクロスおよびサッカーの試合を行う会場にしている。

### 私立学校
- ナティビティ・メアリー学校、リンデール・アベニューにある、 マリヤの生地カトリック教会と関連がある。
- ブルーミントン・ルーテル教会学校、ブルーミントン・フェリー道路とオールド・シャコピー道路近くにある。
- ミネハハ・アカデミー、ミネアポリスを本拠とし、102番通りとクセルクセス・アベニューにある。
- ベサニー・アカデミー、フランス・アベニューの西、98番通りにある。
- コンコーディア・アカデミー・ブルーミントン（元ルーテル高校）、82番通りとパーク通りにある。

### 高等教育
- ノーマンデール・コミュニティカレッジ、2年制、学生数8,500人、1968年創設、ミネソタ州カレッジ・大学システムの一部
- ノースウェスタン健康科学大学、カイロプラクティック、鍼治療、東洋医学、およびマッサージの分野で自然健康管理と患者研究に特化
- ベサニー・カレッジ・オブ・ミッションズ、小さなキリスト教学校、伝道の準備に特化

## 芸術とメディア
コムキャストが大衆、教育および政府向けケーブルテレビ局4局を運営している。これには包括的情報とプログラムを提供するチャンネル14が含まれる。このチャンネルでは、市政委員会、教育委員会、「ブルーミントン・トゥデイ」と呼ぶ週間ニュースショー、ブルーミントン警察が制作する週間公衆安全ニュースである「ロールコール」、芸術行事およびスポーツを流している。ブルーミントン教育ケーブルテレビは、ブルーミントンの公立学校と私立学校から教育と学校発信のプログラムを流している。これには教育的内容、コンサート、合唱演奏、卒業式およびスポーツ行事が含まれる。生徒が制作する番組2つも放送されている。トゥモローズ・ボイス・トゥデイは10代のニュースショーであり、10代の者が行っている良いことや10代に関連する問題についてのトークを流している。YRU-Upは深夜の電話相談番組である。その構成は生徒が制作しており、毎週金曜日の夜に生放送で行われる。ブルーミントン・ケーブルアクセス・テレビは、大衆参加チャンネルであり、個人や組織がビデオ制作を学んだり、テレビ番組を制作したりできる。テレビ番組表はB.R.A.I.N.と呼ばれるチャンネルで見ることができる。ケーブルテレビは市内で集められる会員権料で運営されている。
コーエン兄弟の映画『A Serious Man』は、1960年代の牧場スタイルの家屋がまだブルーミントンにあったので、ここで撮影された。

## 著名な出身者
- トニー・オリバ、元メジャーリーグベースボール選手、ミネソタ・ツインズ
- ケント・ハーベック、元メジャーリーグベースボール選手、ミネソタ・ツインズ、ブルーミントン生まれ
- ベン・クライマー、NHLアイスホッケー選手、ワシントン・キャピタルズ、ブルーミントン生まれ
- トム・ギルバート、NHLアイスホッケー選手、エドモントン・オイラーズ、ブルーミントン生まれ
- ピーター・ミューラー、NHLアイスホッケー選手、コロラド・アバランチ、ブルーミントン生まれ
- エリク・ジョンソン、NHLアイスホッケー選手、2006年のドラフトで第1指名、ブルーミントン生まれ、2010年冬季オリンピックでアメリカ代表
- ザック・パリス、NHLアイスホッケー選手、ニュージャージー・デビルス、ブルーミントン生まれ、2010年冬季オリンピックでアメリカ代表
- マーク・パリッシュ、AHLアイスホッケー選手、ノーフォーク・アドミラルズ
- トム・バーネット、ユナイテッド航空93便の乗客
- レーン・キフィン、南カリフォルニア大学トロージャンズ・フットボールチームのヘッドコーチ
- スティーブ・ラッシン、スポーツ・イラストレイテッド誌のコラムニスト
- ウォーレン・スパナウス、元ミネソタ州検事総長、現在の住人
- コール・アルドリッチ、バスケットボール選手、カンザス大学、ナショナル・バスケットボール・アソシエーションで活躍が見込まれる
- ロイド・リー、NFLシカゴ・ベアーズのコーチ
- ピート・ドクター、『モンスターズ・インク』と『カールじいさんの空飛ぶ家』のアニメーション監督
- ジェナ・スミス、イリノイ大学女子バスケットボール選手、WNBAワシントン・ミスティクス